# Brachyplatystoma filamentosum
Bagre laulao
Espèce
Synonymes
- Brachyplatystoma goeldii
- Pimelodus filamentosus
- Piratinga piraaiba
- Platystoma affine
- Platystoma gigas
- Sorubimichthys gigas

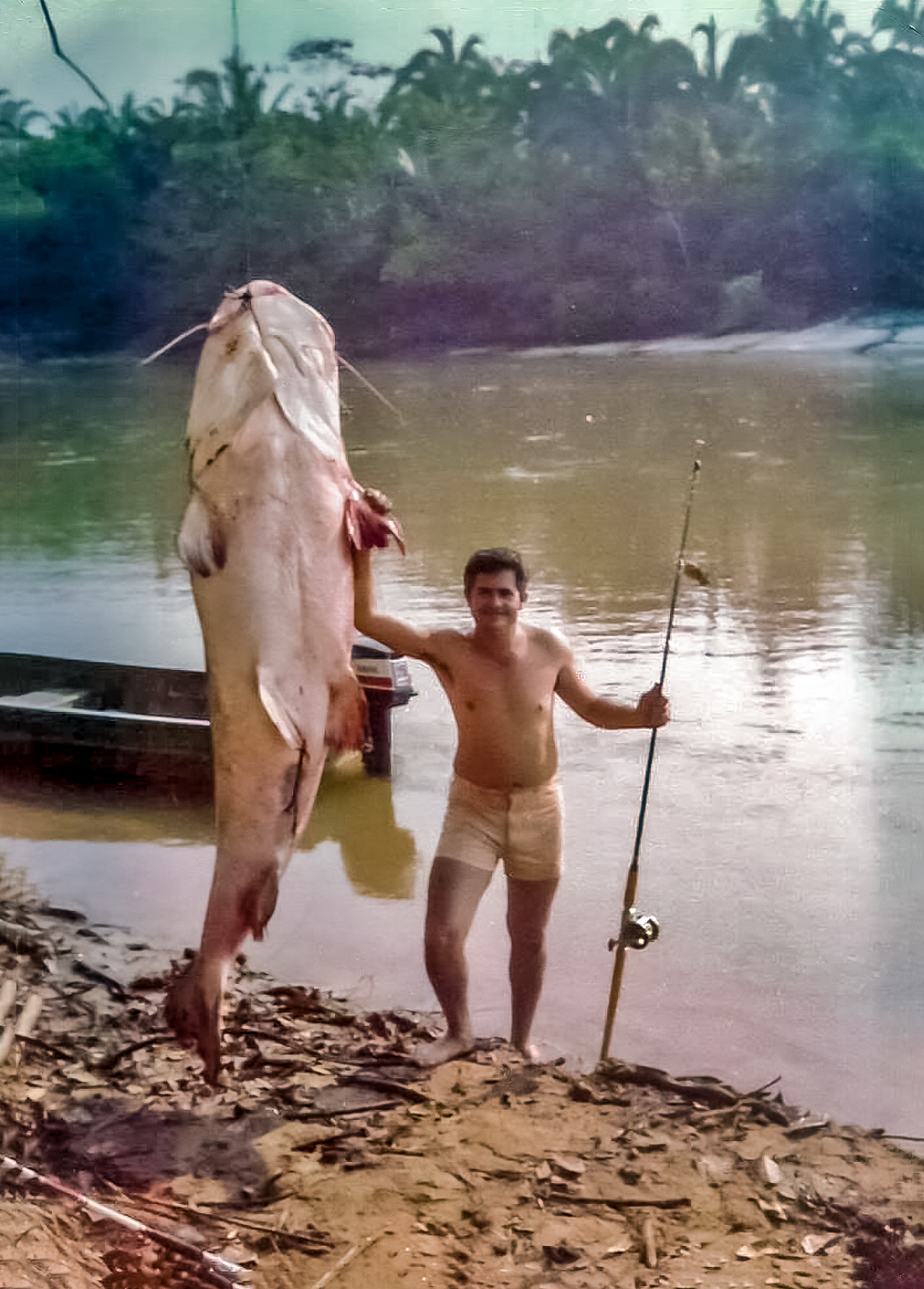
Pêcheur avec un Piraíba.

Brachyplatystoma filamentosum, le Bagre laulao, Piraíba, Kumakuma, Torche en Guyane française, est une espèce de grands poissons-chats de la famille des Pimelodidae originaires des bassins de l'Amazone et de l'Orénoque et des zones fluviales des Guyanes et du Nord-Est du Brésil,.

## Répartition
C'est une espèce très répandue que l'on trouve dans les rivières et les estuaires des bassins versants de l'Amazone et de l'Orénoque, des Guyanes et du Nord-Est du Brésil. Il a également été observé en Argentine. Il s'agit d'une espèce démersale, qui nage et se nourrit près du fond, à une profondeur d'environ 7-9 mètres. Il vit dans la zone climatique tropicale, les eaux dans lesquelles il vit ont donc une température comprise entre 24 et 29 °C,.

## Description
Il atteint une longueur de 2,8 m. Le plus grand Piraíba d'Amazonie enregistre 2 - 2,5 m et pèse plus de 150 kg (Certaine sources affirment que l'espèce pourrait atteindre des dimensions encore plus importantes, allant jusqu'à 3,6 m pour plus de 200 kg). Il s'agit du plus grand poisson chat d'Amérique du Sud, ainsi que l'une des plus grande espèces de poisson d'eau douce du monde. 
Dorsale sombre à gris clair avec de petites taches sombres sur la nageoire caudale ou le pédoncule. Nageoire dorsale avec des nuances de rose. Nageoire caudale très fourchue. Les juvéniles présentent des marques ou des taches sombres sur le corps.
Il est entièrement piscivore et se nourrit de loricariidés et d'autres poissons de fond.

## Écologie
Brachyplatystoma filamentosum se trouve à la fois dans les systèmes d'eau douce et d'eau saumâtre. L'espèce est un poisson démersal potamodrome qui habite généralement en profondeur et dans des cours d'eau à fond mou. Les juvéniles et les subadultes, avant de devenir des individus matures, vivent dans les eaux saumâtres à l'embouchure de la rivière, puis se déplacent vers l'intérieur des terres.

## Importance pour l'Humain
La chair du Piraìba est considérée comme très bonne à manger. Il est donc pêché pour être consommé ou vendu comme aliment. L'espèce est également recherchée par les amateurs de pêche sportive, qui l'attrapent à l'aide de cannes à pêche.

## Systématique
Le nom valide complet (avec auteur) de ce taxon est Brachyplatystoma filamentosum (Lichtenstein, 1819).
Ce taxon porte en français le nom vernaculaire ou normalisé suivant : Bagre laulao.
Brachyplatystoma filamentosum a pour synonymes :
- Brachyplatystoma goeldii Eigenmann & Bean, 1907
- Pimelodes filamentosus Lichtenstein, 1819
- Pimelodus filamentosus Lichtenstein, 1819
- Piratinga piraaiba Goeldi, 1898
- Platystoma affine Valenciennes, 1840
- Platystoma gigas Günther, 1872
- Sorubimichthys gigas (Günther, 1872)